# ناحیه بلویدر، شهرستان بونی، ایلینوی
ناحیه بلویدر، شهرستان بونی، ایلینوی (به انگلیسی: Belvidere Township) یک منطقهٔ مسکونی در ایالات متحده آمریکا است که در شهرستان بونی، ایلینوی واقع شده‌است. ناحیه بلویدر ۳۰٬۱۰۹ نفر جمعیت دارد و ۲۴۸ متر بالاتر از سطح دریا واقع شده‌است.